# Microhoria franzi
Microhoria franzi is een keversoort uit de familie snoerhalskevers (Anthicidae). De wetenschappelijke naam van de soort is voor het eerst geldig gepubliceerd in 1958 door Bonadona.